# Peter Breitner
Peter Breitner (* 13. April 1919 in Niederlauterbach, heute Wolnzach; † 27. Dezember 1974 ebenda) war ein deutscher Politiker (CSU).

## Leben
Breitner besuchte die Volks- und Fortbildungsschule sowie mehrere landwirtschaftliche Berufsfachschulen und war danach landwirtschaftlicher Lehrherr und besaß einen Lehrbetrieb. 1938 trat er in den Reichsarbeitsdienst und dem Reiterregiment 17 in Bamberg als Freiwilliger bei. Im Zweiten Weltkrieg war er an allen europäischen Kriegsschauplätzen tätig, ehe 1942 aus der Wehrmacht entlassen wurde, nachdem er schwer verwundet wurde. Nach der Entlassung arbeitete er auf dem Hof seiner Eltern, den er 1951 übernahm. Er war Kreisobmann des Bayerischen Bauernverbands und gehörte dort auch einigen Ausschüssen auf Kreis-, Bezirks- und Landesebene an. 1948 wurde er erstmals in den Kreistag des Landkreises Pfaffenhofen an der Ilm gewählt, in dem er auch Fraktionsvorsitzender und stellvertretender Landrat war. 1970 wurde er erstmals in den Bayerischen Landtag gewählt. Wenige Monate nach seiner Wiederwahl 1974 starb er jedoch, das Mandat übernahm Gerhard Frank.